# بني وردان (أهل بودريس)
بني وردان هو دُوَّار يقع بجماعة بوشفاعة، إقليم تازة، جهة فاس مكناس في المملكة المغربية. ينتمي الدوّار لمشيخة أهل بودريس التي تضم 10 دواوير. يقدر عدد سكانه بـ 1165 نسمة حسب الإحصاء الرسمي للسكان والسكنى لسنة 2004.

## روابط خارجية
- البوابة الوطنية للجماعات الترابية نسخة محفوظة 12 مارس 2018 على موقع واي باك مشين.
- المندوبية السامية للتخطيط